# Алексенко Геннадій Васильович
Геннадій Васильович Алексенко (нар. 6 квітня 1906, місто Астрахань, тепер Російська Федерація — 21 листопада 1981, місто Москва) — радянський діяч, міністр промисловості засобів зв'язку СРСР. Кандидат у члени ЦК КПРС у 1952—1956 роках. Доктор технічних наук (1964), професор (1965).

## Життєпис
Народився в родині службовця. З 1923 по 1925 рік навчався в Астраханському механічному технікумі.
У 1925—1929 роках — студент Бакинського політехнічного інституту. У 1929—1930 роках — студент Московського енергетичного інституту.
У 1930—1932 роках — інженер лабораторії, в 1932—1937 роках — старший інженер лабораторії, 1-й заступник начальника цеху, в 1937—1940 роках — головний інженер Московського трансформаторного заводу імені Куйбишева.
У 1940 році — заступник голови Технічної ради Народного комісаріату електростанцій і електропромисловості СРСР.
Член ВКП(б) з 1940 року.
У 1940—1941 роках — начальник Головного управління електроапаратурної та приладобудівної промисловості Народного комісаріату електропромисловості СРСР.
У 1941—1942 роках — начальник ІІ-го (військового) відділу і член колегії Народного комісаріату електропромисловості СРСР.
У 1942 — березні 1947 року — заступник народного комісара (міністра) електропромисловості СРСР. Одночасно у 1942—1945 роках — начальник 1-го Головного управління, з червня 1945 року — начальник 9-го Головного управління, з серпня 1946 року — начальник Технічного управління і голова Технічної ради Міністерства електропромисловості СРСР.
У березні — травні 1947 року — заступник голови Комітету з винаходів і відкриттів при Раді міністрів СРСР.
30 травня 1947 — 5 березня 1953 року — міністр промисловості засобів зв'язку СРСР. Одночасно в 1947—1949 роках — 1-й заступник голови Комітету № 3 при Раді міністрів СРСР.
У березні — серпні 1953 року — член колегії Міністерства електростанцій і електропромисловості СРСР.
У серпні 1953 — листопаді 1955 року — завідувач відділу середнього машинобудування Управління справами Ради міністрів СРСР.
У листопаді 1955 — жовтні 1957 року — заступник голови Державного комітету СРСР з нової техніки.
У жовтні 1957 — квітні 1961 року — заступник голови Державного науково-технічного комітету Ради міністрів СРСР.
У квітні 1961 — 1965 року — заступник голови Державного комітету Ради міністрів СРСР із координації науково-дослідних робіт.
У 1965—1978 роках — заступник голови Державного комітету Ради міністрів СРСР з науки і техніки. У 1978—1980 роках — заступник голови Державного комітету СРСР з науки і техніки. Одночасно працював завідувачем кафедри електротехніки Московського інституту сталі і сплавів.
З листопада 1980 року — персональний пенсіонер союзного значення в Москві.
Помер 21 листопада 1981 року в Москві.

## Нагороди
- два ордени Леніна (1949, 1966)
- орден Жовтневої Революції
- п'ять орденів Трудового Червоного Прапора (21.04.1939; 21.01.1944; 14.05.1956; 9.09.1961; 2.04.1976)
- орден Червоної Зірки (1943)
- медалі
- Сталінська премія ІІІ ст. (1943) — за розробку і впровадження нової значно більш продуктивної технології виробництва деталей боєприпасів
- Сталінська премія І ст. (1953) — за розробку і впровадження в промисловість електромагнітного методу поділу ізотопів і отримання цим методом літію-6